# Назив за боју (лингвистика)
Назив за боју (енгл. color term) је лексема којом се означава боја онако како се концептуализује у одређеном језику, односно језичкој заједници. Сваки језик има своје називе за боју. 

### Однос терминабојаиназив за боју
За разлику од термина назив за боју, термин боја се односи на ванјезичке ентитете, односно електромагнетно зрачење (сунчеву светлост) различитих таласних дужина које, када се одбија од тела, око региструје као различите боје. Под утицајем науке о бојама и са технолошким развојем, повећавала се потреба за именовањем нових нијанси и боја, посебно индустријски произведених, те се умножавао и број назива за боју. Неки од примера су: плава, беж, лимунжута, светлољубичаста.

### Основни називи за боју
Поред општијег термина назив за боју, у лингвистици се користи посебан термин основни назив за боју (енг. basic color term). Тај термин су дефинисали Берлин и Кеј (Berlin & Kay) у свом истраживању основних назива за боје у око сто језика света, први пут објављеном 1969. године у књизи под називом Basic Color Terms. Their Universality and Evolution. Неки од параметара које је назив за боју морао да задовољи да би ушао у обзир у истраживању као основни назив за дату боју су:
1. Назив за боју мора да буде монолексемичан, односно, да се његово значење не може предвидети из значења његових делова
2. Значење датог назива за боју не сме да улази у значење било ког другог назива за боју
3. Његова примена не сме да буде ограничена на уску класу објеката
4. Назив за боју мора бити психолошки релевантан за информанта[1]

На основу ових параметара, Берлин и Кеј су закључили да постоји 11 основних назива за боју, а то су, редом, називи који означавају следеће боје: белу, црну, црвену, зелену, жуту, плаву, браон, љубичасту, розе, наранџасту и сиву. Они су закључили да наведени распоред назива за боје није насумичан, довевши га у везу са степеном еволутивне развијености језика, што одговара степену индустријске развијености културе народа о чијем је језику реч. Најнижем ступњу развоја у језику одговара заступљеност назива само за црну и белу боју. Како се укључује сваки следећи од понуђених назива за боју, подразумева се да су претходно укључени и сви називи који претходе датом називу у низу, што значи да, уколико језик има назив за сиву боју, подразумева се да има и остале називе који се односе на основне боје које су навели Берлин и Кеј. Берлиновим и Кејовим основним називима за боје, стога, у облику придевских лексема, у савременом српском језику одговарају: бео, црн, црвен, зелен, жут, плав, браон, љубичаст, розе, наранџаст и сив.

## Примена
Лингвистичка истраживања у вези са називима за боје примењују се у области когнитивне лингвистике, семантике, лексикологије и лексикографије, психолингвистике, истраживањима језичких универзалија, фолклористици, анторпологији, психологији, као и у медицини.